# Я ждала тебя
Я ждала тебя (англ. I've Been Waiting for You) — американский телефильм 1998 года режиссёра Кристофера Лейтча, экранизация романа Лойс Данкан «Холм висельников». Премьера состоялась 22 марта 1998 года.

## Сюжет
Давным-давно в небольшом городе группа местных жителей поймала ведьму по имени Сара и прилюдно сожгла её на городской площади. Перед смертью ведьма прокляла город и обещала вернуться и отомстить убийцам. Спустя триста лет в этот же самый городок, который расположен в Новой Англии, приезжает девушка Сара Золтэйн и селится вместе со своей матерью в тот самый дом, в котором триста лет назад жила ведьма. Сама же Сара является адептом религии викка, исходя из которой практикует различные соответствующие ритуалы. Ввиду этого с некоторой опаской и подозрительностью к Саре относятся как её новые одноклассники, так и члены так называемого клуба наследников, которые являются потомками тех людей, которые в давние времена избавили город от ведьмы. Помимо этого в самом доме, в котором теперь живёт Сара, начинают происходить всякие странные и сверхъестественные события, в том числе в первые моменты пребывания Сары в доме раздался телефонный звонок (однако телефон был отключён) и голос в трубке сказал: Я ждала тебя.
Вскоре Сара сближается с Чарли, который также является своеобразным изгоем и имеет магазинчик эзотерических товаров.

## В ролях
- Сара Чок — Сара Золтэйн
- Марки Пост — Мать Сары
- Кристиан Кэмпбелл — Эрик Гаррет
- Солейл Мун Фрай — Кайра
- Бен Фостер — Чарли
- Джули Пацвальд — Мисти

## Интересные факты
- В телефильме есть отсылка к телесериалу «Баффи — истребительница вампиров», когда Сара, в ходе одного из разговоров про вампиров, говорит, что вампиры боятся чеснока, спросите Баффи.